# Time Warner Cable
Time Warner Cable (Förkortning: TWC) (tidigare Warner Cable Communications) är ett nationellt amerikanskt kabel-TV-företag som är verksamt i 27 länder. Huvudkontoret ligger i New York.
Bolaget köptes 2016 av Charter Communications.
TWC köpte 2008 genom sitt moderbolag Time Warner upp namnrättigheterna till Time Warner Cable Arena i Charlotte i North Carolina. I samband med försäljningen av bolaget 2016 bytte arenan namn till Spectrum Center.